# Васильев, Александр Юрьевич (математик)
Александр Юрьевич Васильев (1 апреля 1962, Саратов — 19 октября 2016) — российский и норвежский математик.

## Биография
В 1984 г. окончил механико-математический факультет Саратовского государственного университета имени Н. Г. Чернышевского, затем аспирантуру (1987).
Кандидат (1987), доктор (1997) физико-математических наук. Профессор.
В 1988—1991 гг. — доцент кафедры математики Саратовского института механизации сельского хозяйства. В 1991—1998 гг. — доцент, профессор Саратовского государственного университета (читал курс математического анализа).
В 1998—2000 гг. — профессор университета Лос Андес, Богота (Колумбия). В 2000—2005 гг. — профессор университета в Вальпараисо, Чили.
С 2005 г. — профессор, заместитель директора Института математики Бергенского университета.

## Автор и соавтор монографий
1. 2002 — A.Vasil’ev: Moduli of families of curves for conformal and quasiconformal mappings. — ISBN 3-540-43846-7, Lecture Notes in Mathematics, vol. 1788, Springer-Verlag, Berlin- New York, 2002, 212 pp.
2. 2006 — B.Gustafsson, A.Vasil’ev: Conformal and potential analysis in Hele-Shaw cells. — ISBN 3-7643-7703-8, Birkhäuser Verlag, 2006, 231 pp.
3. 2009 — B.Gustafsson, A.Vasil’ev: Analysis and Mathematical Physics. — ISBN 978-3-7643-9905-4, Trends in Mathematics, Birkhäuser Verlag, 2009, 514 pp.
4. 2015 — B.Gustafsson, R.Teodorescu, A.Vasil’ev: Classical and stochastic Laplacian growth. — ISBN 978-3-319-08286-8, Birkhäuser Verlag, 2015, 315 pp.